# Пенсне
Пенсне (на френски: Pince-nez, буквално прищипано на носа) са вид очила, които се закрепват само на носа.
Въпреки че е използвано в Европа още от XV век, модерното и съвременно пенсне се появява в 1840 година, става много популярно от 1880 до 1900. Около 1930 година пенснето се носи само от по-възрастните. Много известни личности, както жени, така и мъже са носили пенсне – например Огюст Роден, Антон Чехов, Алфред Драйфус и Теодор Рузвелт